# نيل نيكلسون
نيل نيكلسون (17 أكتوبر 1963 - ) (بالإنجليزية: Neil Nicholson)‏ هو لاعب كريكت بريطاني.